# Richmond, California
Richmond là thành phố thủ phủ của Quận Contra Costa, phía tây bang California, thành lập năm 1905. Thành phố có cảng nước sâu nằm bên Vịnh San Francisco. Thành phố Richmond có các ngành công nghiệp: lọc hoá dầu, hoá chất, thiết bị điện tử, thiết bị vận tải và đặc biệt là ngành công nghệ sinh học có vai trò quan trọng đối với nền kinh tế của Richmond. Richmond được nối với San Rafael ở Hạt Marin bằng cây cầu. Cộng đồng dân cư ở đây đã được thiết lập năm 1899 làm đầu cuối phía Tây của tuyến đường sắt Santa Fe hoàn thành vào năm 1900. Trong thời kỳ Chiến tranh thế giới thứ 2, thành phố này đã là một trung tâm đóng tàu hàng đầu.